# 소 카토

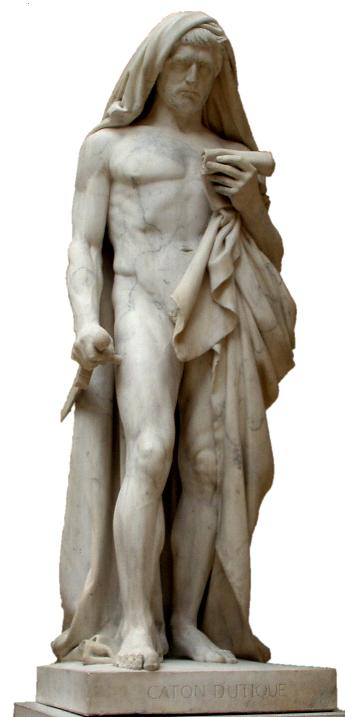
카토의 입상, 19세기 프랑스,(루브르 박물관 소장)

마르쿠스 포르키우스 카토(Marcus Porcius Cato Uticensis, 영어: Cato the Younger, 기원전 95년 ~ 기원전 46년)은 소 카토라고 불리기도 하는데, 이는 같은 이름을 가진 대 카토의 증손자이기 때문이다. 로마 공화정 말기의 정치인으로 율리우스 카이사르와 대적하여 로마 공화정을 수호한 것으로 유명하고 스토아학파의 철학자이기도 하였다. 그는 당시 부패가 만연한 로마의 정치 상황에서 완고하고 올곧은, 청렴결백함의 상징적 인물로 유명했다.

## 생애

### 어린 시절
아버지는 마르쿠스 포르키우스 카토, 어머니는 리비아 드루사였다. 부모가 일찍 세상을 떠나자 외삼촌인 마르쿠스 리비우스 드루수스의 집에서 자랐는데 드루수스는 카토가 4살때 암살 당했다. 어린 시절부터 완고하고 강직함으로 유명하였다고 하며 술라는 어린 아이인 카토와 대화하기를 좋아했다고 전해진다. 유산을 상속 받은 다음에 그는 삼촌의 집을 떠나 스토아 철학과 정치학을 공부했는데 증조할아버지 대 카토처럼 청렴하고 검소한 생활을 했다. 춥고 비오는 날에도 최소한의 옷만 걸쳤고 꼭 필요할 때만 음식을 먹었고 시장에서 값싼 포도주만 먹었다고 하는데 충분한 유산이 있었음에도 철학적인 실천때문에 그렇게 검소하게 살았다.
기원전 72년 스파르타쿠스가 반란을 일으키자 일개 병사로 참전했고 기원전 67년 군사호민관으로 마케도니아에서 복부했는데 그곳에서도 언제나 솔선수범하고 병사들과 함께 동고동락하면서 복무했다.

### 강직한 정치가
기원전 65년 로마로 돌아와 재무관이 되었고 이 때도 강직함으로 유명했는데 전임자들의 부정부패를 고발하고 특히 술라의 독재관시기 악명높았던 부하를 공금횡령으로 고발하여 정치적으로 어려움을 겪기도 했다. 원로원에 진출한 카토는 한번도 회의에 빠지지 않는 성실함과 꼼꼼한 의정활동을 했고 원래는 술라의 부하들의 모임이었던 "원로원파"를 공화정을 수호하는 정치집단으로 만드는 데 일조했다.
기원전 63년 이듬해의 호민관으로 당선된 그는 집정관 키케로를 도와 카틸리나 모반 사건을 해결하는 데 열중했는데 이때 율리우스 카이사르를 공격한 연애편지 사건의 일화는 유명하다. 카틸리나 사건이후 카토는 점점 그 세력을 키워가는 제1차 삼두정치의 주도 인물들에 대한 반대에 앞장섰다. 폼페이우스와 카이사르의 토지개혁 시도를 반대했고, 특히 카이사르가 5년임기의 갈리아 총독으로 떠나는 것에 대해 반대했으나 결국 실패했다.
한편 원로원파인 키케로를 실각시키는데 카토가 방해물이 되자 삼두정치파는 기원전 58년 카토를 키프로스의 총독으로 보냈다. 2년후 로마로 돌아온 카토는 계속해서 삼두정치에 반대했고 기원전 53년 크라수스가 죽고 삼두정치가 위기에 처하자 폼페이우스를 카이사르와 떼어놓는 데 전념했다. 기원전 51년 카토는 집정관직에 도전했으나 청렴한 선거운동으로 당선에 실패했다.

### 내전과 카토의 죽음
기원전 49년 카토는 폼페이우스가 원로원파에게 완전히 쏠리도록 지원했고 카이사르가 갈리아에서 군대를 해산하고 민간인 신분으로 로마로 귀환하라는 명령을 원로원에서 발의하는 데 성공했다. 카이사르는 공화정의 적으로 규정되었고, 율리우스 카이사르는 "주사위는 던져졌다"고 선언한 뒤 루비콘강을 넘었다. 이탈리아반도를 빠른 속도로 내려오는 카이사르의 기세에 눌려 "원로원파" 중 대다수는 로마를 버리고 달아났고 카토는 시칠리아 방어를 맡았으나 결국 디라키움으로 도망가 폼페이우스와 합류했다. 그는 술라에게서 카이사르에게는 수많은 마리우스가 있다는 충고와, 율리우스 카이사르의 술라파 숙청과 폼페이우스 제거 기도 등을 보고 그가 독재자가 되리라고 확신했다.
기원전 48년 디라키움 공방전과 이어 벌어진 파르살루스 전투에서 카토는 키케로와 함께 디라키움의 항구를 지키는 임무를 맡았다. 파르살루스에서 폼페이우스가 패배하자 카토는 메텔루스 스키피오와 함께 패잔병을 이끌고 아프리카에 도착해 우티카에서 세력을 규합했다. 폼페이우스는 이집트에서 죽고 나머지 원로원파 군대는 기원전 46년 탑수스 전투에서 카이사르와 맞섰다. 카토는 탑수스 전투에서 우티카의 항구를 지키는 임무를 맡고 있었는데 탑수스의 패배를 알고나서 카토는 자신의 모든 가족과 요인들을 카이사르에게 보냈다.
4월 12일 카토는 오랜 적이었던 카이사르에게 항복하지 않고 자살을 결정했다. 그는 연회를 주최한 뒤, 플라톤의 《파이돈》을 읽으면서 스스로 배를 갈라 죽었다.

## 이후에 미친 영향
카토는 그 강직함과 청렴함으로 많은 사람들의 존경을 받았고 특히 로마 공화정의 이상을 구현하는 상징처럼 전설화되었다. 키케로는 지금은 남아있지 않은 〈카토〉를 썼고 이에 답하여 율리우스 카이사르는 〈안티-카토네스〉를 썼다고 전해지나 지금은 남아있지 않다. 제정으로 넘어간 로마시대에도 베르길리우스나 루카누스같은 작가들은 카토를 영웅시하고 미화했다.
르네상스 시대 이탈리아의 시인 단테도 그의 《신곡》에서 카토를 묘사하는데 여기서 카토는 연옥의 섬을 지키는 수호자로 묘사된다. 그 밖에 계몽주의 시대의 공화정 혁명시기에 카토는 다시 한번 공화정의 우상으로 역사의 각광을 받게 된다.

## 연표
- 기원전 95년 – 로마에서 태어남
- 기원전 67년 – 마케도니아에서 군사 복무
- 기원전 65년 – 재무관
- 기원전 63년 – 카틸리나의 모반
- 기원전 63년 – 호민관직
- 기원전 60년 – 카이사르의 집정관직 반대
- 기원전 59년 – 카이사르의 법안에 반대
- 기원전 58년 – 키프로스 총독 (기원전 58년말 / 기원전 56년 돌아옴)
- 기원전 55년 – 법무관직 도전했으나 실패
- 기원전 54년 – 법무관직 수행
- 기원전 51년 – 집정관직 도전했으나 실패
- 기원전 49년 – 카이사르의 내전 발발; 폼페이우스와 함께 그리스로 퇴각
- 기원전 48년 – 파르살루스 전투, 폼페이우스 패배; 아프리카로 도망함
- 기원전 46년 – 탑수스 전투 패배; 우티카에서 자살함